# Fortschritt E 516

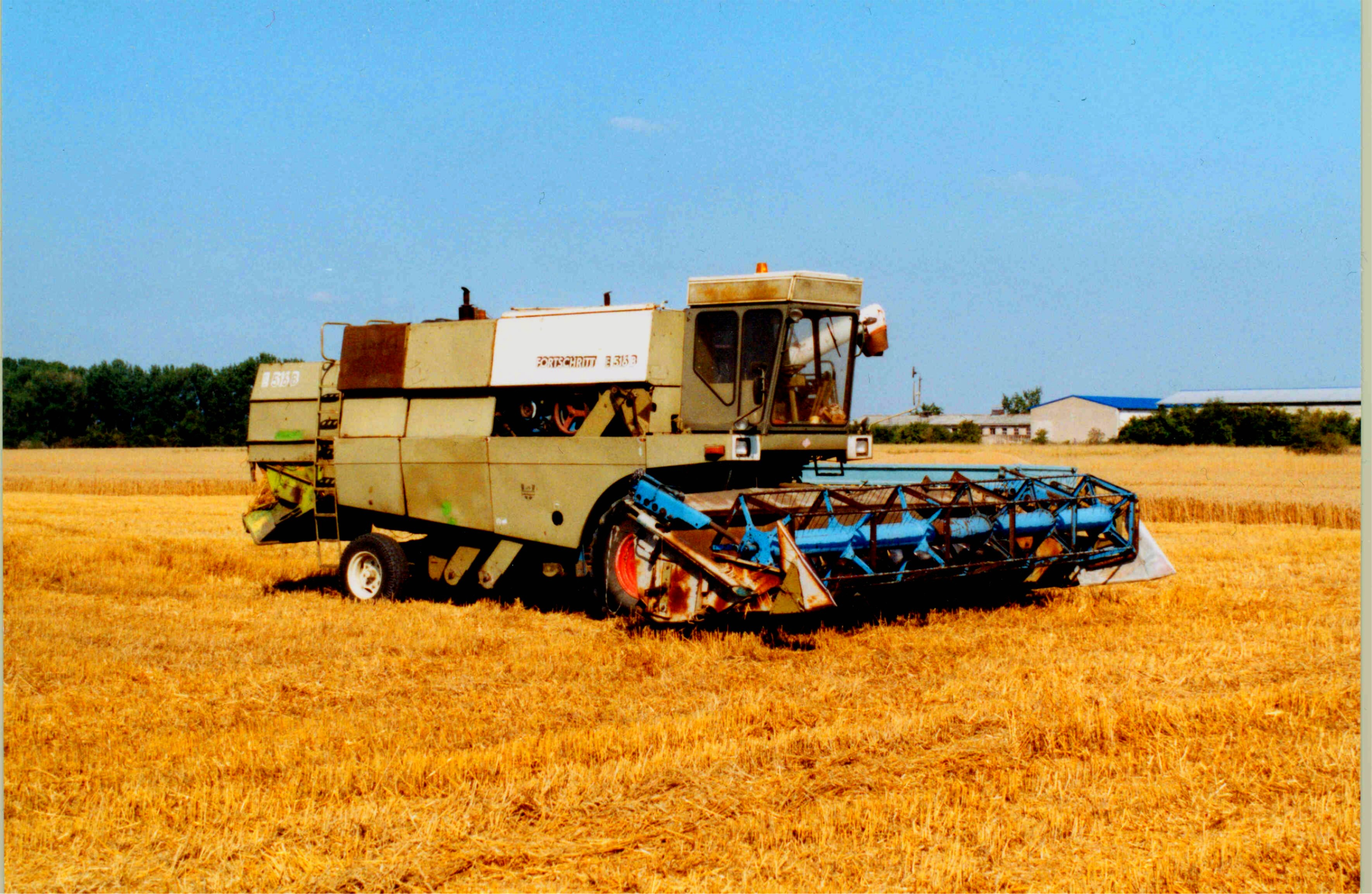
Kombajn E-516

Fortschritt E 516 je obilní kombajn vyráběný Fortschrittem v NDR v letech 1977 až 1988. První prototyp byl vyroben v roce 1974, sériově se začal vyrábět až roku 1977. Do Československa byl dovážen od roku 1978. Po vývoji stroje E 512 bylo potřeba vyrobit nový vylepšený stroj. Tento požadavek měl splňovat právě kombajn E 516. Kombajn E 516 byl první s hydrostatickým pojezdem (upustilo se od variátoru) a jeho výkon narostl až o 100% oproti E512. Bylo vyrobeno přes 15000 ks kombajnu E 516.

## Technické údaje
- Záběr žacího ústrojí: 670 nebo 760 cm
- Šířka mlátícího bubnu: 1625 mm
- Průměr mlátícího bubnu: 800 mm
- Objem zásobníku zrna: 4,5 m³
- Separační ústrojí: 5 vytřasadel
- Pojezdová rychlost: 1–20 km/h
- Typ motoru: 8 VD 14,5 / 12,5 SVW
- Výkon motoru: 168 kW
- Pojezd: hydrostatický
- Délka: 8900 mm
- Délka v přepravní poloze: 16 720 mm
- Šířka v přepravní poloze: 3000 mm
- Výška: 3.980 mm
- Hmotnost: 10 090 kg